# زياد بن لبيد
زِيَاد بن لَبِيد صحابي من الأنصار، شهد بيعة العقبة الثانية، وشهد بدرًا وأحدًا والخندق وباقي المشاهد، استعمله النبي على حضرموت، وشارك في حروب الردة، وتوفي في أول خلافة معاوية سنة إحدى وأربعين.

## نسبه
هو زياد بن لبيد بن ثعلبة بن سنان بن عامر بن عدي بن أمية بن بياضة بن عامر بن زريق بن عبد حارثة بن مالك بن غضب بن جشم بن الخزرج بن ثعلبة الأنصاري الخزرجي البياضي، يكنى أبا عبد الله، وأُمُّهُ عمرة بنت عبيد بن مطروف بن الحارث بن زيد بن عبيد بن زيد من بني عمرو بن عوف من الأوس، كان لزياد بن لبيد من الولد عبد الله وله عقب بالمدينة وبغداد  وحضرموت.

## سيرته
كان زياد لما أسلم يكسر أصنام بني بياضة هو وفَرْوة بن عمرو، شهد زياد بيعة العقبة الثانية. حيث خرج إلى النبي وأقام معه بمكّة حتى هاجر مع النبي إلى المدينة، فكانَ يُقال: لزياد مهاجريّ أَنصاريّ. ثم شهد الغزوات بدر وأحد والخندق وباقي المشاهد.
استعمله النبي على حضرموت، وفي عهد أبي بكر ولي قتالَ أهل الردّة باليمن حين ارتدّ أهل النُّجير مع الأشعث بن قيس حتى ظفر بهم، فقتل منهم من قتل وأسر من أسر وبعث بالأشعث بن قيس إلى أبي بكر في وِثاقٍ.
روَى عن النبي حديثًا في رَفْع العلم، وتوفي في أول خلافة معاوية سنة إحدى وأربعين.